# Arquidiócesis de Bremen
La arquidiócesis de Bremen (en latín: Archidioecesis Bremensis y en alemán: Erzbistum Bremen) fue una circunscripción eclesiástica de la Iglesia católica en Alemania. Quedó suprimida de hecho como católica al fallecer su último arzobispo nominalmente católico el 4 de diciembre de 1566. Se trataba de una arquidiócesis latina, sede metropolitana de la provincia eclesiástica de Bremen. Desde 1180 los arzobispos de Bremen fueron además príncipes eclesiásticos del Sacro Imperio Romano Germánico como titulares del principado archiepiscopal de Bremen.

## Territorio y organización

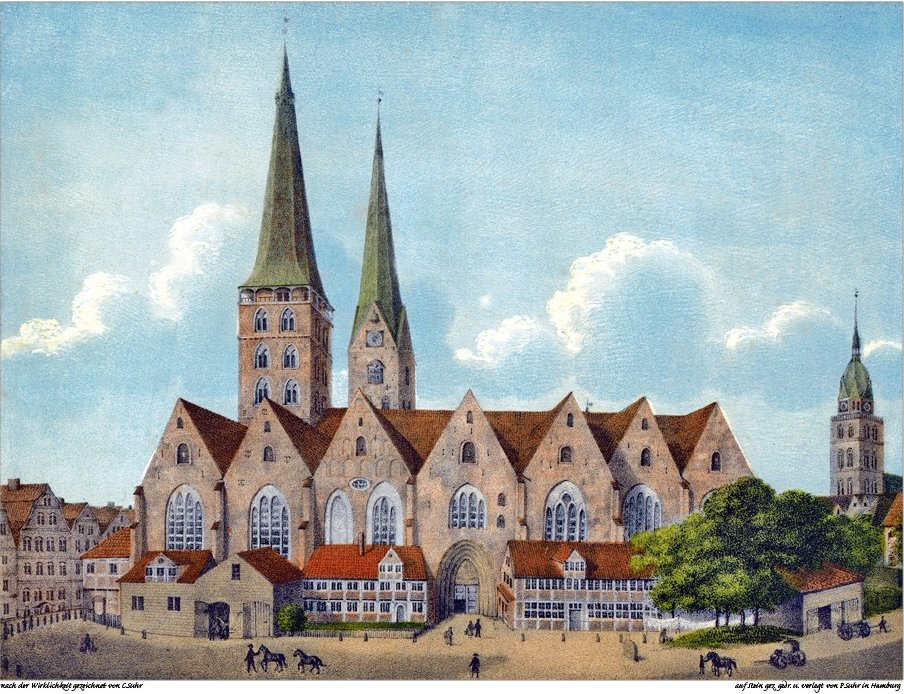
Catedral de Santa María, en Hamburgo, demolida en 1806

La arquidiócesis extendía su jurisdicción sobre los fieles católicos de rito latino residentes en las ciudades estados de estado de Bremen y de Hamburgo y en parte de los estados de Schleswig-Holstein y Baja Sajonia.
Limitaba al norte con la diócesis de Schleswig; al este con las diócesis de Lübeck, Ratzeburg y Verden; al sur con la diócesis de Minden; y al oeste con las diócesis de Osnabrück y Münster.
La sede de la arquidiócesis se encontraba en la ciudad de Bremen, en donde se halla la Catedral de San Pedro, que fue prohibida al culto católico el 23 de marzo de 1532, y que hoy pertenece a la Iglesia evangélica de Bremen, afiliada a la Iglesia evangélica en Alemania. En Hamburgo se hallaba la Catedral de Santa María, que pasó al luteranismo en 1529 y fue demolida en 1806.
La arquidiócesis tenía como sufragáneas (al momento de su supresión) a las diócesis de Lübeck, Ratzeburgo y Schwerin.

## Historia
Las guerras sajonas tuvieron lugar en el noroeste de la actual Alemania entre 772 y 804, cuando Carlomagno inició una campaña de ocupación con el fin de someter a los sajones que las habitaban. Las guerras tuvieron como resultado el sometimiento y la incorporación de Sajonia al Imperio franco y la conversión de sus habitantes al cristianismo.
La diócesis tiene su origen en la misión que Carlomagno confió en el año 780 al misionero anglosajón Wilehado. El territorio habitado por los sajones se extendía por ambas orillas del curso inferior del río Weser y llegaba hasta el Elba al norte y hasta el Hunte al oeste. Después de dos años, Wilehado tuvo que huir debido a la revuelta sajona. El 13 de julio de 787 fue consagrado en Worms como obispo de Wigmodi, Laras, Riustri, Asterga, Nordendi y Wanga (en el bajo Weser y entre las desembocaduras del Weser y el Ems). El 14 de julio de 788 Carlomagno estableció desde Espira la diócesis de Bremen para la parte norte de Sajonia y concedió esta nueva diócesis a Wilehado en nombre del papa Adriano I y tras el consejo de Lulo, arzobispo de Maguncia, y los obispos presentes. Bremen era la diócesis más antigua en suelo sajón. Wilehado hizo de Bremen su residencia y en el año 789 consagró la primera catedral de Bremen en nombre del apóstol Pedro.
Wilehado murió el 8 de noviembre de 789 y en 792 el último levantamiento de los sajones destruyó su obra misionera. La fundación de la residencia episcopal en Bremen solo fue posible a principios del siglo IX cuando los sajones fueron definitivamente subyugados. Todavía bajo Carlomagno, la diócesis fue restablecida en el año 805 por el obispo san Willerich, quien construyó la primera iglesia de piedra en Bremen. A Willerich le sucedió el obispo Leuderich, que murió en 845. La diócesis formaba parte de la provincia eclesiástica de Colonia.
En el año 845 la ciudad de Hamburgo, a orillas del Elba, sede del arzobispo san Ascario, fue saqueada por los vikingos y el arzobispo huyó a Bremen. Después de la muerte de Leuderich el 23 de agosto de 845, el emperador Luis el Germánico designó a Ascario como su sucesor en la sede de Bremen. En el año 847, en el Sínodo de Maguncia, se decretó la unión de las sedes de Hamburgo y Bremen, que heredó el título de arzobispal de la sede de Hamburgo. El papa Nicolás I confirmó la unión en 864.
Estas decisiones suscitaron la oposición del metropolitano Hilduino de Colonia, que perdió a uno de sus obispos sufragáneos. El conflicto entre Bremen-Hamburgo y Colonia continuó durante todo el siglo, hasta que a principios del siglo X, el papa Sergio III (904-911) intervino decidiendo que la unión se mantendría hasta que Hamburgo tuviera su propia provincia eclesiástica. Entonces Bremen se habría separado de Hamburgo y habría vuelto a ser sufragánea de Colonia. En realidad, estas decisiones papales nunca se implementaron y las dos sedes permanecieron unidas hasta el siglo XVI.
El doble nombre de la arquidiócesis, Bremen-Hamburgo o Hamburgo-Bremen, está documentado hasta principios del siglo XIII. En la Navidad de 1223 el papa Honorio III puso fin a la disputa con el capítulo de Hamburgo. Bremen se convirtió en la única sede del arzobispado y el cabildo catedralicio de Hamburgo lo aceptó y en adelante debía enviar al preboste, al decano y al escolástico a Bremen para la elección del obispo. La mención de Hamburgo desapareció de los títulos de los arzobispos, que a partir de ese momento fueron designados únicamente como "arzobispos de Bremen".
La arquidiócesis de Bremen-Hamburgo se convirtió en el centro de las misiones hacia los países del norte de Europa. San Remberto, sucesor de Ascario, continuó su obra de evangelización realizando varios viajes misioneros a Dinamarca y Suecia, al igual que el arzobispo Unni (917-936). San Aldago (936-988) fundó las diócesis de Schleswig, Ribe y Aarhus en Dinamarca y la de Oldenburg en Holstein. Con Adalberto (1043-1072) las misiones nórdicas alcanzaron su apogeo; se erigieron otras diócesis y se encomendó al arzobispo la tarea de consagrar obispos para las islas Orcadas y para Islandia.
Tras la organización de las diócesis en los países nórdicos y la creación de las provincias eclesiásticas de Lund (1104), Nidaros (1153) y Upsala (1164), el número de sufragáneas de Bremen-Hamburgo/Bremen se redujo considerablemente. El 25 de septiembre de 1188 mediante el breve Ex iniuncto nobis del papa Clemente III, cuatro diócesis sufragáneas quedaron como las únicas asignadas a la sede de Bremen: Lübeck, Ratzeburgo, Schwerin y Uexküll. Esta última diócesis desde 1202 se llamó Riga y fue arquidiócesis desde el 20 de enero de 1255.
Con la disolución del Ducado de Sajonia, Federico I Barbarroja erigió en 1180 la sede de Bremen en principado eclesiástico del Sacro Imperio Romano Germánico. Así comenzó la serie de príncipes-arzobispos de Bremen. Al mismo tiempo, sin embargo, la ciudad se volvió autónoma y, habiendo alcanzado el rango de municipio libre, se separó del poder secular del arzobispo, que se trasladó al suburbio de Bremervörde.
El traslado de la sede arzobispal de Hamburgo a Bremen no puso fin al capítulo de canónigos de la Catedral de Hamburgo, que sobrevivió hasta 1802, convirtiéndose, al menos hasta el siglo XVI, en uno de los principales centros del catolicismo en la ciudad. Los arzobispos de Bremen-Hamburgo fueron elegidos por los capítulos catedralicios de Bremen y Hamburgo en sesión conjunta. No fue raro que los dos capítulos chocaran abiertamente con el nombramiento de dos arzobispos rivales.
Se sabe que en Bremen se celebraron varios sínodos provinciales, entre los que destacan los de 1230, 1266, 1278, 1292, 1407 y 1420.
El siglo XIII fue el siglo de mayor esplendor para la arquidiócesis. Fue durante este período cuando se fundaron los monasterios más importantes de los cistercienses, franciscanos y dominicos. El largo episcopado de Gebhard von Lippe (1219-1258) contribuyó a la prosperidad y seguridad de la región. Fue durante su episcopado cuando el principado archiepiscopal de Bremen alcanzó su mayor expansión con la anexión del Condado de Stade. En marzo de 1230 el arzobispo convocó un sínodo en Bremen, en el que los habitantes de Stedinger, una población del Bajo Weser (Unterweser), fueron acusados de rebelión contra la Iglesia, de haber quemado conventos e iglesias, de hacer uso indebido de las hostias, así como de practicar artes adivinatorias y de evocar espíritus. Los habitantes de Stedinger protestaron contra el pago de impuestos al obispo, a pesar de que habían sido exentos de pagar impuestos por la recuperación de las tierras de Wesermarsch. Gerardo II buscó el apoyo del papa Gregorio IX, quien en 1233 declaró que todos los participantes en la campaña militar contra los habitantes de Stedinger tendrían sus pecados perdonados, como había sido el caso de las cruzadas en Tierra Santa. Se instó a los obispos del norte de Alemania y a los dominicos a predicar la cruzada. La guerra de Stedinger estuvo marcada por una devastación brutal y muchos habitante de Stedinger fueron quemados en la hoguera. Los aliados, bajo el mando de Enrique I de Brabante, levantaron un ejército de 40 000 hombres, mientras que en Stedinger lograron movilizar 11 000 combatientes bajo el mando de Thammo von Huntorp, Detmar tom Dyk (tom Dieke) y Bolko von Bardenfleth. El 27 de mayo de 1234 el arzobispo y sus aliados lograron la victoria en la Batalla de Altenesch. Las tierras conquistadas en la orilla izquierda del Weser fueron divididas entre los vencedores y la posición política de Bremen se vio excepcionalmente fortalecida por la victoria.
A la muerte de Gebhard von Lippe (1258) los dos capítulos de Bremen y Hamburgo se dividieron en la elección de su sucesor. Las mismas dificultades surgieron después de la muerte del arzobispo Giselbert von Brunkhorst (1306), cuando los capítulos eligieron a Heinrich von Goltern y Florenz von Bronchorst. Otro cisma surgió a la muerte de Otto von Oldenburg (1348), cuando el coadjutor, Maurice, se opuso a la elección de Godfried von Arnsberg hecha por el capítulo. Todas estas dificultades llevaron a la Santa Sede a intervenir directamente en el nombramiento de los arzobispos, y en algunos casos a imponer su propio candidato, como en los casos de Jens Grand en 1310 o de Otto von Braunschweig-Lüneburg en 1395.
Durante el siglo XV la sede de Bremen estuvo ocupada por arzobispos que hicieron de los aspectos religiosos el principal campo de actividad de su episcopado, como Johann von Schlamstorf (1406-1421), Baldwin von Wenden (1434-1441) y Johann Rode von Wale (1497-1511); pero también por arzobispos que estaban más preocupados por los aspectos políticos y económicos de su trabajo: Nikolaus von Oldenburg-Delmenhorst (1422-1434) se vio obligado a dimitir debido al despilfarro excesivo de los bienes de la arquidiócesis; Heinrich von Schwarzburg (1463-1496) fue a la guerra en dos ocasiones y dejó a la arquidiócesis en una situación económica dramática.

### Reforma protestante
En la primera mitad del siglo XVI la sede de Bremen fue ocupada por Christoph von Brunswick-Lüneburg (1511-1558), quien no pudo detener el avance del luteranismo en la arquidiócesis. Expulsó al párroco luterano de San Remberto de Bremen, convocó un sínodo provincial en Buxtehude y amenazó con ocupar militarmente la ciudad de Bremen, que sin embargo se convirtió oficialmente al luteranismo en 1533. Otras partes de la arquidiócesis pasaron a la nueva religión y el culto católico fue prohibido casi en todas partes: en 1529 un decreto del senado de Hamburgo sancionó el fin del catolicismo en la ciudad.
Christoph von Brunswick-Lüneburg fue el último arzobispo católico de Bremen. Su sucesor, su hermano Georg, afirmó ser católico sólo para obtener la confirmación papal, pero en realidad se había convertido hacía tiempo al luteranismo. No se opuso a la Reforma, sino que incluso introdujo el Orden de la Iglesia de Bremen aprobado por Lutero en su otra diócesis, la diócesis de Verden.
Por un breve tiempo, durante la Guerra de los Treinta Años, la Santa Sede nombró, en 1635, a Leopoldo Guillermo de Austria administrador in spiritualibus, y en 1645 a Franz Wilhelm von Wartenberg vicarius apostolicus de Bremen. Desde 1667 la ciudad de Bremen fue la sede del vicariato apostólico de las Misiones del Norte para los católicos del norte de Europa.

## Episcopologio

### Obispos de Bremen
- San Wilehado † (14 de julio de 788-9 de noviembre de 789 falleció)
- San Willerich † (789-4 de mayo de 837 falleció)
- Leuderich † (837-24 de agosto de 845 falleció)

### Arzobispos de Bremen-Hamburgo
- San Ascario, O.S.B. † (847 (confirmado en 864)-3 de febrero de 865 falleció)
- San Remberto † (865-11 de junio de 888 falleció)
- San Adalgar † (888-9 de mayo de 909 falleció)
- Hoger † (909-20 de diciembre de 915 falleció)
- Reginwart † (915?-1 de octubre de 917 falleció)
- Unni † (917-17 de septiembre de 936 falleció)
- San Adaldago, O.S.B. † (936-28 de abril de 988 falleció)
- Libentius I † (988-14 de febrero de 1013 falleció)
- Unwan † (1013-28 de enero de 1029 falleció)
- Libentius II † (1029-25 de agosto de 1032 falleció)
- Hermann † (28 de septiembre de 1032-19 de septiembre de 1035 falleció)
- Adalbrand † (21 de diciembre de 1035-15 de abril de 1043 falleció)
- Adalberto de Bremen † (15 de julio de 1043-16 de marzo de 1072 falleció)
- Liemaro † (1072-16 de mayo de 1101 falleció)
- Humbert † (1101-10 de noviembre de 1104 falleció)
- Friedrich † (1104-enero de 1123 falleció)
- Adalbero † (1123-25 de agosto de 1148 falleció)
- Arduico I di Stade † (1148-11 de octubre de 1168 falleció)
- Balduin † (1169-1178 falleció)
  - Bertram (junio de 1178) (obispo electo)[14]
- Sigfrido † (septiembre de 1179-24 de octubre de 1184 falleció)
- Arduico II di Utlede † (1184-3 de noviembre de 1207 falleció)
  - Valdemaro (1192-1194) (obispo electo)[nota 1]
- Burkhard von Stumpenhausen † (1207-1210 renunció)
- Gerhard von Oldenburg-Wildeshausen † (30 de octubre de 1210-13 de agosto de 1219 falleció)
- Gebhard von Lippe † (1219-25 de diciembre de 1223 se eliminó Hamburgo del título)

### Arzobispos de Bremen
- Gebhard von Lippe † (25 de diciembre de 1223-27 de julio de 1258 falleció)
- Hildebold von Wunstorf † (17 de abril de 1259-11 de octubre de 1273 falleció)
- Giselbert von Brunkhorst † (27 de febrero de 1274-17 de noviembre de 1306 falleció)
  - Heinrich von Goltern † (1306-9 de abril de 1307 falleció) (obispo electo)
  - Florenz von Bronchorst † (1307) (obispo electo)
  - Bernhard von Wölpe † (1307-17 de septiembre de 1307 falleció) (obispo electo)
  - Sede vacante (1307-1310)
- Jens Grand † (11 de febrero de 1310-30 de mayo de 1327 falleció)
- Burchard Grelle † (25 de septiembre de 1327-12 de agosto de 1344 falleció)
- Otto von Oldenburg † (14 de febrero de 1345-14 de marzo de 1348 falleció)
- Godfried von Arnsberg † (13 de junio de 1348-1360 renunció)
- Alberto de Brunswick-Wolfenbüttel † (17 de julio de 1360-14 de abril de 1395 falleció)
- Otto von Braunschweig-Lüneburg † (2 de octubre de 1395-30 de junio de 1406 falleció)
- Johann von Schlamstorf † (25 de septiembre de 1406-20 de diciembre de 1421 falleció)
- Nikolaus von Oldenburg-Delmenhorst † (14 de marzo de 1422-1434 renunció)
- Baldwin von Wenden, O.S.B. † (22 de diciembre de 1434-8 de julio de 1441 falleció)
- Gerhard von der Hoye † (1 de abril de 1442-14 de abril de 1463 falleció)
  - Heinrich von Schwarzburg † (20 de noviembre de 1463-24 de diciembre de 1496 falleció) (administrador apostólico)
- Johann Rode von Wale † (28 de abril de 1497-4 de diciembre de 1511 falleció)
- Christoph von Braunschweig-Lüneburg † (4 de diciembre de 1511 por sucesión-22 de enero de 1558 falleció)[nota 2]
  - Sede vacante (1558-1561)
- Georg von Brunswick-Lüneburg † (14 de febrero de 1561-4 de diciembre de 1566 falleció)